# Fréscano
Fréscano és un municipi de la província de Saragossa, situat a la comarca del Camp de Borja.